# Angélica André
Angélica Maria Ribeiro André, född 13 oktober 1994 i Matosinhos, är en portugisisk simmare som tävlar i öppet vatten-simning.

## Karriär
Vid olympiska sommarspelen 2020 i Tokyo, som arrangerades 2021, slutade André på 17:e plats på 10 km öppet vatten. Vid EM 2022 i Rom tog hon brons på 10 km öppet vatten.
Vid VM 2024 i Budapest tog André brons på 10 km öppet vatten. Vid olympiska sommarspelen 2024 i Paris slutade hon på 12:e plats på 10 km öppet vatten.